# 蓮池公咲
蓮池 公咲（はすいけ こうさく、1902年8月24日 - 1968年1月15日）は日本の政治家。秋田県知事を務めた。

## 生涯
新潟県中蒲原郡村松町にて蓮池幸太郎と母しん（川東村小山田出身の医師高橋良折長女）の長男として生まれる。旧制新潟高校（現・新潟大学）では陸上部主将を務めた。1928年に東北帝國大学（現・東北大学）法学部を卒業して農林省に入省、1946年に官選の秋田県知事に就任。引き続き、翌1947年の公選の県知事選挙に出馬して当選。同年に行われた昭和天皇の戦後巡幸では、天皇に拝謁して県政の奏上を行ったほか、県内を随行して回った。
その後、知事を1期4年を務め、後継に池田徳治を指名して引退した。1950年から2年半にわたり東北興業（現・三菱マテリアル）の総裁を務め、いち早くセメント製造用のシャフトキルンを導入した。その後、酪農振興基金理事長などを務めている。1968年、肺性心のため65歳で逝去。
妻の敦子は江平林作（新潟県中頸城郡津有村出身で、学習院女学部などの教員を経て、牛込柳町の信用組合第一金庫理事を務めた）の長女。江平の妻は高松藩士の武下嘉吉の次女で、音楽教師を務めた「かの子」。
長男の公紀は東京大学工学部電気工学科を卒業し、工学博士、東京理科大学嘱託教授となり、次男は公治。